# Postęp techniczny
Postęp techniczny – proces zmian rozwojowych techniki wyrażający się przez wprowadzenie do procesu produkcji nowych, udoskonalonych maszyn, urządzeń, narzędzi i nowych technologii oraz przez wykorzystanie w sposób doskonalszy istniejących zasobów.

## Postęp techniczny egzogeniczny
Postęp techniczny egzogeniczny ma miejsce gdy wzrost produkcji następuje bez zwiększenia zużycia zasobów w procesie produkcyjnym. Dotyczy wszystkich bieżąco użytkowanych, rzeczowych i osobowych czynników produkcji. Jest wynikiem pojawienia się lepszych sposobów na gospodarowanie zasobami, które aktualnie są użytkowane. Wdrażanie nowych metod nie wiąże się zazwyczaj z dużymi kosztami.

## Postęp techniczny endogeniczny (ucieleśniony)
Postęp techniczny endogeniczny (ucieleśniony) wiąże się z angażowaniem w procesie produkcji nowych zasobów kapitału, czyli z nowymi inwestycjami, które umożliwiają zwiększenie wydajności pracy.
Ekonomiści wyróżniają postęp techniczny endogeniczny ucieleśniony w kapitale i (lub) pracy.

### Endogeniczny postęp techniczny ucieleśniony w pracy
Jest wdrażany przez pracowników aktualnie szkolonych przez przedsiębiorstwo, w przeciwieństwie do szkolonych w poprzednich okresach.

### Endogeniczny postęp techniczny ucieleśniony w kapitale
Dotyczy maszyn instalowanych bieżąco w danym roku obrachunkowym, w przeciwieństwie do maszyn już funkcjonujących, za pomocą których nie osiąga się tego rodzaju postępu technicznego. Jest wynikiem inwestycji zwiększenia ilości kapitału przypadającego na jednego zatrudnionego, czyli intensywności kapitałowej. Wielkość produkcji na jednego zatrudnionego wzrasta jeśli dzięki inwestycjom zwiększy się wydajność zasobów majątku.
Postęp techniczny indukowany jest jego szczególnym przypadkiem.
Wynika z tego, że produkcyjność kapitału w początkowym okresie oddania do eksploatacji nowych maszyn i urządzeń produkcyjnych jest mniejsza od potencjalnej, gdyż na początku pracownikom brakuje doświadczenia w posługiwaniu się nowymi technologiami. W tym wypadku produkcyjność nowego kapitału wzrasta z dwóch powodów. Pierwszy to większa produkcyjność nowego kapitału, która ujawnia się już momencie oddania do eksploatacji nowych maszyn i urządzeń. Drugi to wpływ zdobywanego doświadczenia w użytkowaniu nowego kapitału.